# پاول کروپا
پاول کروپا (چکی: Pavel Kroupa؛ زاده ۲۴ سپتامبر ۱۹۶۳) یک اخترفیزیک‌دان اهل جمهوری چک-استرالیا و استاد در دانشگاه بن است.
پس از سقوط بهار پراگ در سال ۱۹۶۸ خانواده کروپا از چکسلواکی گریختند. در نتیجه کروپا در آلمان و آفریقای جنوبی پرورش یافت. وی در رشته فیزیک در دانشگاه استرالیای غربی در پرت تحصیل نمود. در سال ۱۹۸۸ وی برنده بورس تحصیلی آیزاک نیوتن در دانشگاه کمبریج شد.
کروپا ازدواج نموده است و صاحب یک پسر است.